# ノジオーラ
ノジオーラ (伊: Nosiola) (またはグロッペッロ・ビアンコ (伊: Groppello bianco) ) は、イタリアのワイン用白ブドウ品種であり、ガルダ湖の北、トレンティーノ＝アルト・アディジェ州トレント県ヴァッレ・デイ・ラーギで栽培されている。 同地では、統制原産地呼称 (D.O.C.) 認定のセパージュワインやトレンティーノ DOCのソルニなどのブレンドワインに用いられている。 また、ノジオーラは発酵前にブドウを半乾燥させるヴィン・サント方式のデザートワイン（ヴィーノ・サント）の製造にも使用される。

## 起源・歴史

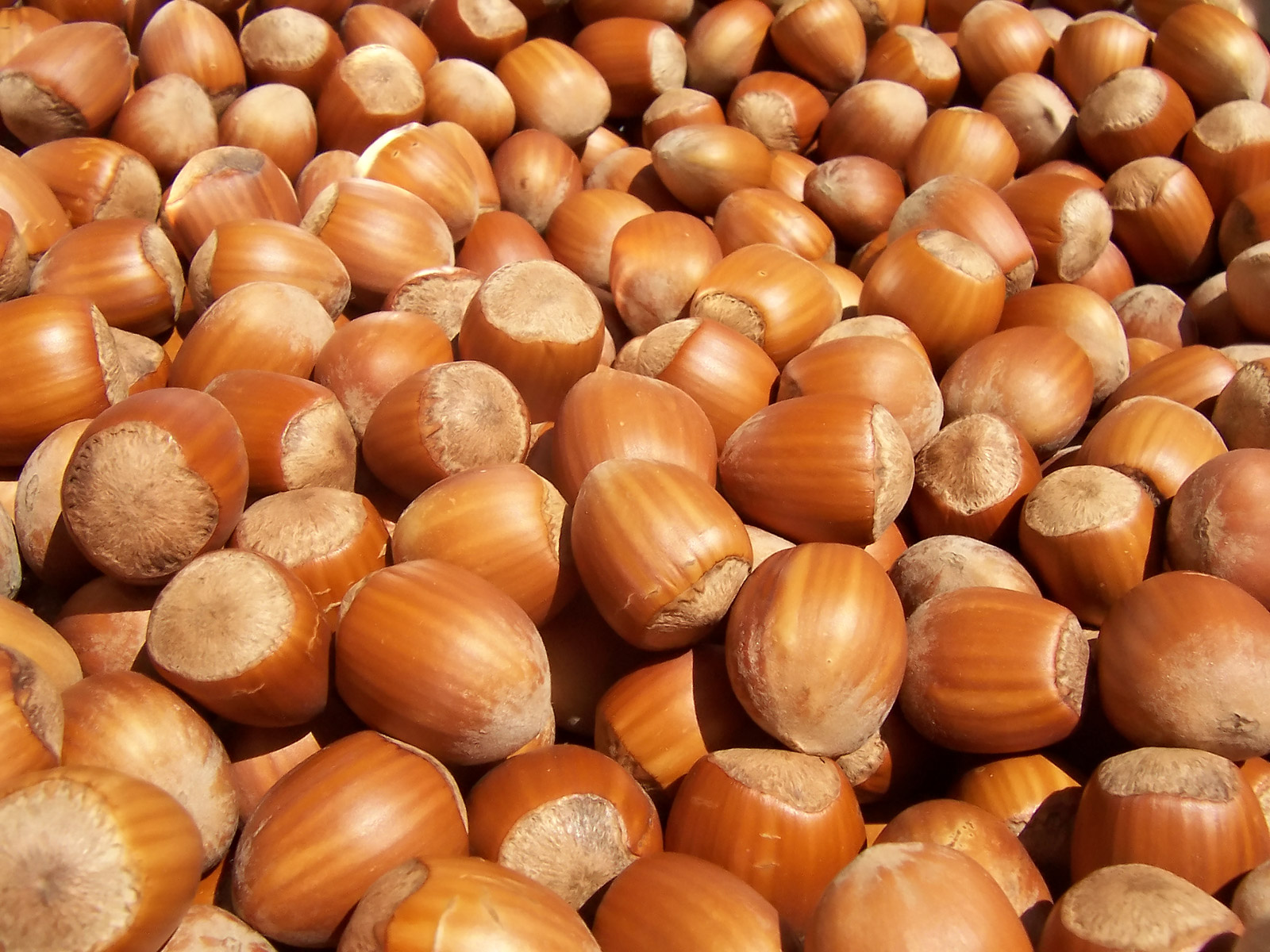
「ノジオーラ (Nosiola) 」という名称の由来はイタリア語でヘーゼルナッツを指すノッチョーラ (nocciola) ではないかといわれており、ノジオーラ主体のワインがヘーゼルナッツのようなアロマを帯びることがあるだからとも、完熟した果実を半乾燥させたときに薄茶色になるからだともいわれている。

ブドウ品種学者たちは、ノジオーラという名称はヘーゼルナッツを意味するイタリア語のノッチョーラ (nocciola) に由来すると考えており、このブドウのセパージュワインが放つ、炒ったヘーゼルナッツのような独特のアロマのことを指しているのではないかとしている。あるいは、このブドウの果実自体が、たいがいの白ブドウ品種とは異なり、成熟しきっても黒ずんだ茶色にはならないことを指すのでは、とも言われている。別の説としては、トレンティーノ地方の方言で「小さな目」を意味するオチオレット (ociolet) が転訛し、チオレット (ciolet) 、さらにはノジオレット (nosiolet) と変化していった、とするものがある。オチオレットは18世紀の正体不明なブドウ品種、ウーヴァ・デッロッキオ・ビアンコ（Uva dell'Occhio Bianco、「白い目のブドウ」の意）と関係があるかもしれず、その場合はノジオーラがこのブドウの正体ということになる。
もうひとつノジオーラと関係している可能性があるのは、古代ローマのワイン古代ローマのワイン用ブドウであったラエティカ (Raetica) という品種であり、伝えられるところでは、ローマ時代にイタリア半島北部で最も広く栽培されていた白ワイン用ブドウであったらしい。長らくブドウ品種学者たちは、トレンティーノ地方のヴァル・ディ・ノンで栽培されているグロッペッロ・ディ・レヴォ (Groppello di Revó) とノジオーラ (こちらはグロッペッロ・ビアンコ の別名をもつ) がラエティカの子孫にあたると考えていたが、現在に至るまで、この説を裏付けるような決定的な歴史資料やDNA型鑑定の結果は出てきていない。
DNA型の分析によってノジオーラとの類縁関係が判明したのは、スイスのヴァレー州で栽培されているワイン用ブドウのレーズ (Rèze)という品種である。この分析で分かったのは、ノジオーラとグロッペッロ・ディ・レヴォは両方ともレーズと親子関係にあるということであり、レーズが他の2種よりも5世紀近く前からよく知られ、記録も残っていることをふまえると、レーズのほうが親種で他の2種のほうが子孫にあたるという可能性が高い。
ノジオーラの原産地がどこなのかはいまだに十分解明されていないが、このブドウはトレンティーノ地方と長年にわたる関わりがあることから、同地方を起源とする可能性が最も高い。ほかに可能性としてあり得るのはアルト・アディジェ地方であり、こちらではノジオーラは長年シュパーゲルン (Spargelen) という別名で知られている。
ノジオーラは長年セパージュワインよりも白ワインのブレンドに用いられていた。ヴォルケンシュタイン伯爵家のワイナリーでジャコモ・ソンマドッシが初めてノジオーラ単体のヴィーノ・サントを製造したのは1822年のことだった。1933年にはトレント大司教が、ミサを執り行う際には（祭服を汚しやすい）赤ワインではなくノジオーラのワインを使用するという教令を発した。

## ブドウ栽培および他品種との混同

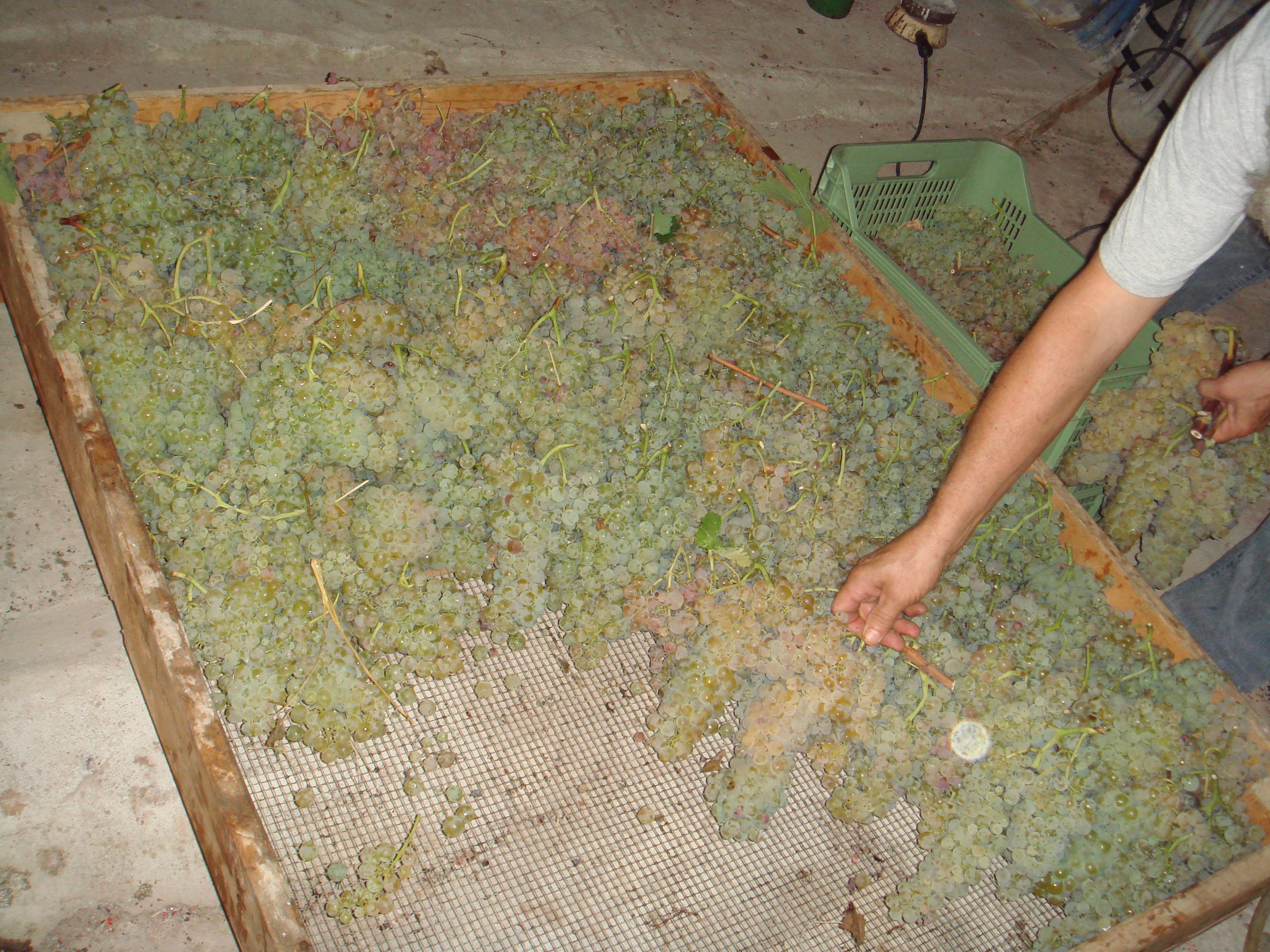
収穫後、ノジオーラの果実は通常藁の筵に並べられ、ヴィン・サント製造用に乾燥させられる（写真はトスカーナ州におけるトレッビアーノの例）。

ノジオーラの果房は中程度の大きさで細長く、岐肩をもっている。果粒のの大きさも中程度で、疎着粒のクローン (SMA 74) はヴィーノ・サントの製造に適しているが、現代のクローンは密着粒を指向しているものが多いため、ヴィーノ・サントよりも辛口の白ワイン向けである。
ノジオーラは成熟期が中期から晩期のブドウ品種で、生育期間における発芽のタイミングが早く、春の霜害を受けやすい。また、この品種は多湿な気候にきわめて弱く、サワー・ロット病（酢酸桿菌・酵母菌・糸状菌の微生物複合体が引き起こす腐敗病）やうどんこ病などの真菌感染症にかかりやすい。果皮が薄く、晩熟で、乾燥しやすい性質から、ノジオーラの果粒自体はパッシートタイプのワイン製造に向いているとされるものの、果粒の付く穂梗の部分もまた乾燥しやすく、生育期間中、果実が十分に熟して適度な糖度に達する前に萎びてしまうことがある。
見た目の特徴における類似点や別名のせいで、時折ノジオーラはヴェネト州のワイン用ブドウ品種のドゥレッラ (Durella) と混同されることがある。

## ワイン生産地域
2010年時点でのイタリア国内におけるノジオーラの栽培総面積は79ヘクタールとなっており、そのほとんどがトレント県のヴァッレ・デイ・ラーギ（県独自の行政区画コムニタ・ディ・ヴァッレのひとつ、トレントの西）に集中している。そのほかにこのブドウの植栽は、ボルツァーノ県のメラーノやトレント県のヴァッラガリーナ（トレントの南）およびヴァッレ・ディ・チェンブラ（トレントの北）でみられる。
カラヴィーノ、カヴェーディネ、ラジーノ、パデルニョーネ、ヴェッツァーノの各コムーネにまたがる一帯では、トレンティーノ DOC の希少なデザートワイン、ヴィーノ・サント (Vino Santo) 専用にノジオーラが10ヘクタール近く栽培されている。ノジオーラの果実は収穫後に棚で陰干しされ、元の重量から60-80%減少した状態で圧搾されるため、取れる果汁の量はきわめて少ない。通常、醗酵過程を長くとり、木樽および瓶内で7-10年に及ぶ熟成を経るため、平均的な年間生産量はデザートワイン用のハーフボトル (375ml) で3万本前後となる。

### D.O.C.認定ワイン

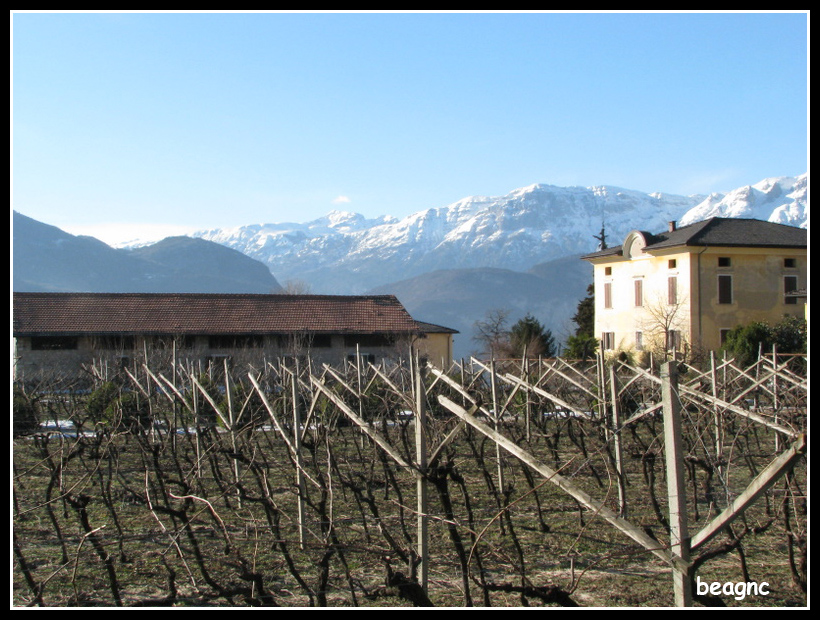
ノジオーラはイタリア北東部のトレンティーノ＝アルト・アディジェ州の各地で栽培されている。

トレンティーノ DOC (Trentino DOC) - トレントの西に位置し、さまざまなタイプのワインの規格を有する。その規格のなかにはノジオーラのセパージュワインも含まれており、85%以上をノジオーラが占めるように定められている。また、より規定を厳しくしたスペリオーレや遅摘みの甘口タイプ（ヴェンデミア・タルディーヴァ）も存在する。このD.O.C.の下位区分地区、ソルニ (Sorni) のビアンコ（白ワイン）においてもノジオーラは主要品種になっており、セパージュワインもしくはミュラー・トゥルガウ、シルヴァネール・ヴェルデ、ピノ・ビアンコ、ピノ・グリージョ、シャルドネとのブレンドに用いられる。通常のD.O.C.におけるノジオーラのセパージュワインの場合、1ヘクタールあたりのブドウの収量は最大14トン、最低アルコール度数は10.5%となっている。スペリオーレ・ノジオーラ・ヴェンデミア・タルディーヴァになると、1ヘクタールあたりのブドウの収量12トン以下、ワイン50ヘクトリットル以下、歩留まり率50%以下、最低熟成期間12カ月、最低アルコール度数15%（実質11%）に制限される。
ノジオーラは、トレンティーノ DOCにおいてヴィン・サント方式の甘口ワインであるヴィーノ・サント (Vino Santo) に使用することが認められた唯一の品種であり、収量制限はセパージュワインの場合と同じであるが、歩留まり率は30%、最低アルコール度数は16%（実質10%）となり、さらに木樽と瓶内で3年近くの熟成を経なければならない（収穫年の3年後の11月1日解禁）。さらにスペリオーレになると、収量制限は12トン、最低アルコール度数は18%（実質11%）、熟成期間は48カ月以上となる。また、圧搾・醗酵過程に入れるのは収穫年の翌年の3月1日以降、熟成に入れるのは収穫年の翌年の5月1日以降と、非常に時間がかかる。
ヴァルダディジェ/エッチターラー DOC (Valdadige/Etschtaler DOC) - トレント県・ボルツァーノ県両方にまたがり、ヴェネト州ヴェローナ県にまで及ぶD.O.C.認定地域。このD.O.C.のビアンコ（白ワイン）の規定において、ノジオーラはブレンド用品種のひとつとなっている。使用比率では、ピノ・ビアンコ、ピノ・グリージョ、リースリング・イタリコ、ミュラー・トゥルガウ、シャルドネのうち、単独もしくは複数の品種を合わせて20%以上使用し、残りの80%以下にはトレッビアーノ・トスカーノ、ノジオーラ、ソーヴィニヨン・ブラン、ガルガーネガを使用することが認められている。また、ブドウの収量制限は1ヘクタールあたり15トン以下、ワインのアルコール度数は10.5%以上である。

## ワインの特徴

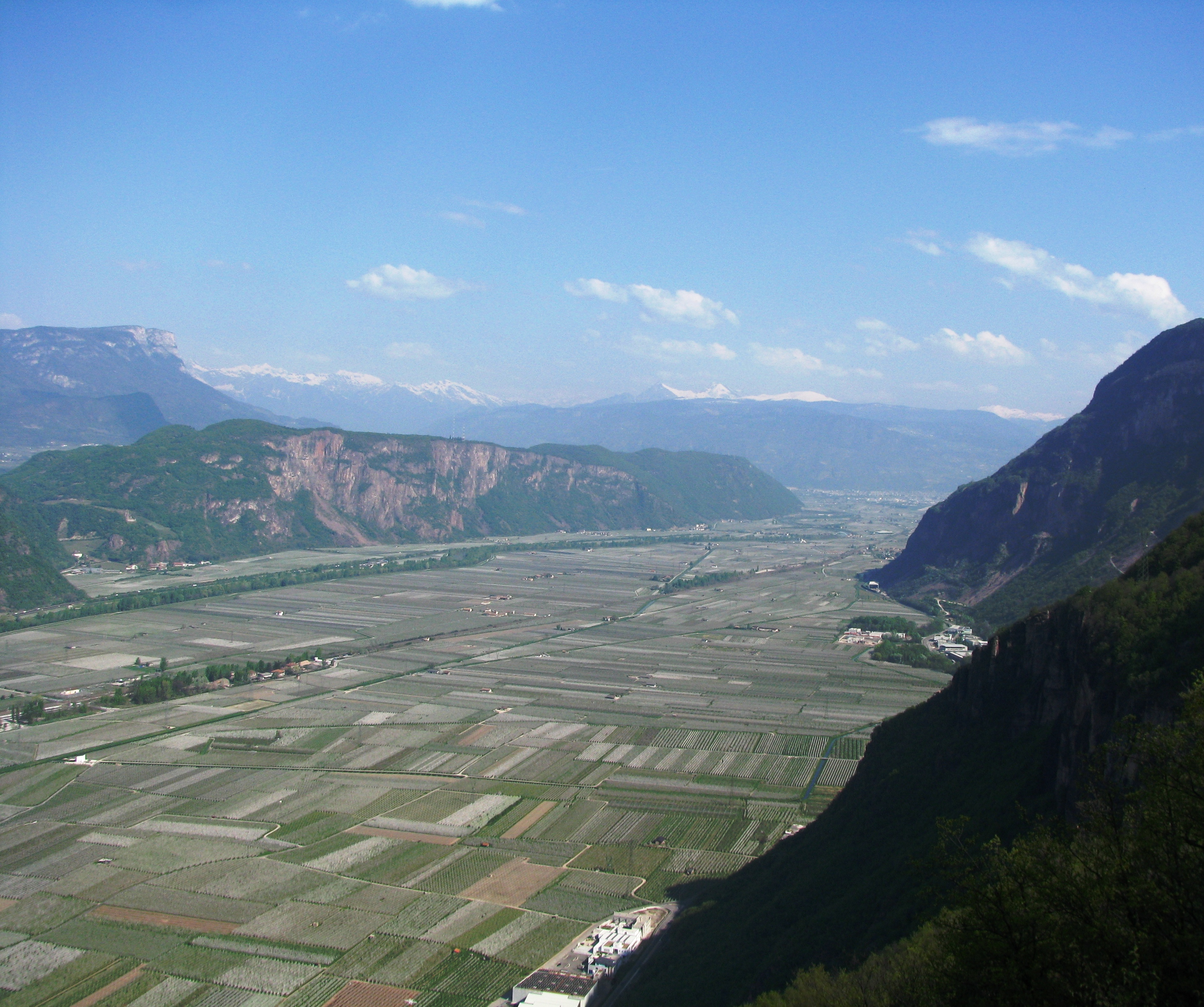
ノジオーラはヴァルダディジェ DOCでも栽培されているが、主体ではなくブレンド用の一品種である。

マスター・オブ・ワイン (MW) のジャンシス・ロビンソンによると、ノジオーラの生み出すワインは芳香がきわめて強く、ライトボディで、かすかな苦味を感じることもあるという。辛口のセパージュワインにした場合、柑橘類、アプリコット、桃といった果実の香りだけでなく、この品種ならではのヘーゼルナッツの繊細な香りが感じられる。ヴィーノ・サントにする場合は、遅摘みの果実に貴腐の効果を与えることが多く、それによってボディと甘美さが増し、オレンジピールやアプリコット、ライム、パイナップル、マルメロのような香りを帯びる。
ワイン評論家のジョー・バスティアニッチとデイヴィッド・リンチは、ノジオーラのワインにはリンゴとレモンの香り、そして幾分かのミネラル感があると評している。

## 別名
ノジオーラは以下のような様々な別名で長年知られてきた。
グロッペッロ・ビアンコ (Groppello bianco) 、ドゥレッラ (Durella) 、ノゼッラ (Nosella) 、ノゼッラーラ (Nosellara) 、ノジッラ (Nosilla) 、ノジオーラ・ジェンティーレ (Nosiola Gentile) 、ノジオーラ・トレンティーナ (Nosiola Trentina) 、ノジオーラ・スピナローラ (Nosiola Spinarola) 、ヌジオーラ (Nusiola) 、ヌジオーラ・ジェンティーレ (Nusiola Gentile) 、ラビオーザ (Rabiosa) 、シュパーゲルン (Spargelen, アルト・アディジェ地方) 、シュパーゲレン (Spargeren) 、シュパーフェルン (Spatfelen) 